# Коефіцієнт використання встановленої потужності

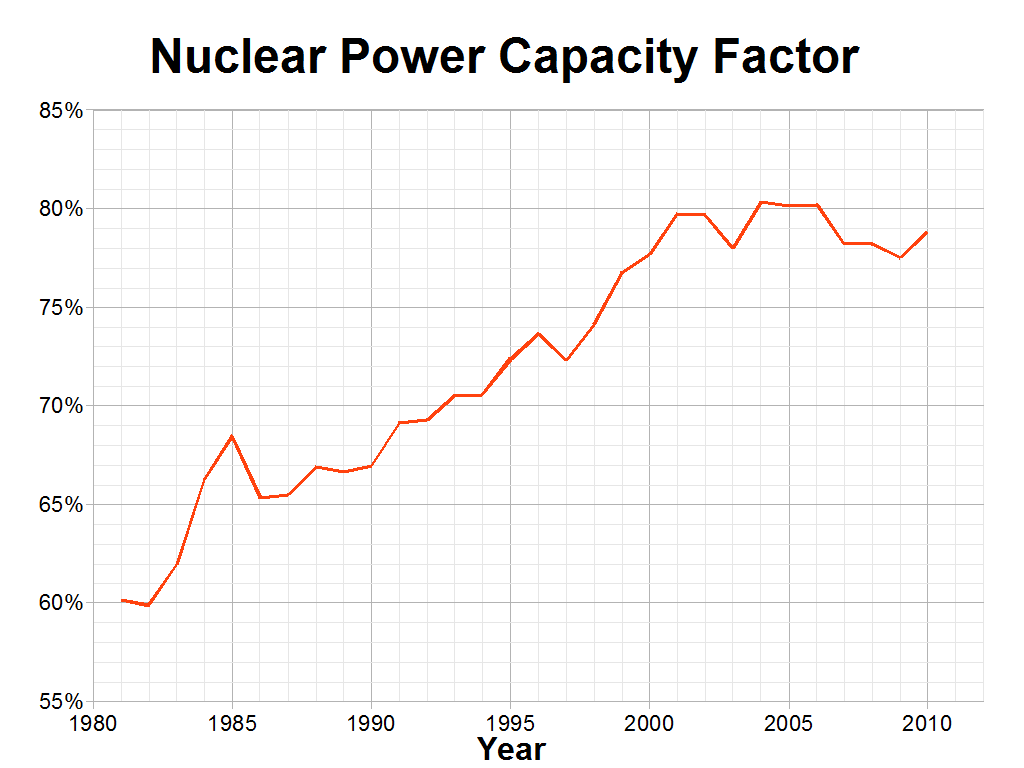
Середній КВВП АЕС у світі за даними EIA

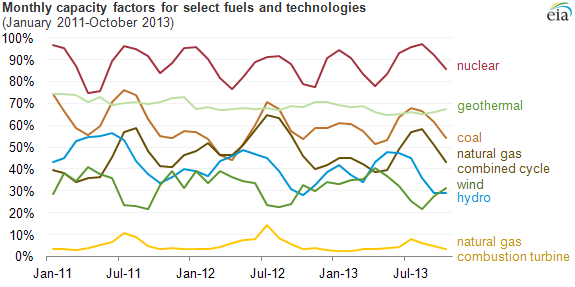
Помісячний КВВП за період 2011—2013 та за видами електростанцій за даними EIA

Коефіціє́нт використа́ння встано́вленої поту́жності (КВВП) (англ. Capacity factor; Installed capacity utilization factor, ICUF) — важлива характеристика ефективності роботи підприємств електроенергетики. Вона є безрозмірнісною величиною, що дорівнює відношенню середньоарифметичної фактичної (дійсної) потужності до встановленої потужності електроустаткування за певний інтервал часу.
В електроенергетиці також, дають дещо інше визначення: КВВП дорівнює відношенню фактичного енерговиробітку генерувальної установки за певний період експлуатації до теоретично можливого при роботі без зупинок на номінальній потужності за певний період часу.
Неважко помітити, що значення КВВП при обох способах підрахунку буде однаковим, однак останнє визначення, по-перше відповідає міжнародному поняттю КВВП, а по-друге, передбачає простішу методику отримання самого значення.

## Актуальність КВВП
Важливість КВВП полягає у тому, що цей параметр інтегрально характеризує ефективність роботи електростанції у цілому, з урахуванням не лише її технологічної досконалості, але і кваліфікації персоналу, організації роботи як керівництвом самої станції, так і організації усієї галузі на державному рівні та враховує інші фактори.
У більшості країнах ведеться вперта боротьба за високий КВВП електростанцій, що є особливо важливим з огляду на світові тенденції зростання енергоефективності та енергозбереження. Особливу роль ця характеристика грає у ядерній енергетиці, що пов'язане з деякими специфічними особливостями забезпечення високого КВВП у цій сфері.

## Приклад простого розрахунку
Допустимо, що якась електростанція з електричною потужністю 1000 МВт виробила за 30-денний період (місяць) 648000 МВт∙годин електроенергії. У випадку, якби станція пропрацювала цей місяць з повною встановленою потужністю, вона б виробила за цей період часу 1000 МВт × 30 днів × 24 год = 720 000 МВт∙годин. Якщо поділити на це значення фактичне енерговироблення то отримаємо 0,9. Отже, КВВП для цього випадку становить 90 %.
Слід відмітити, що КВВП строго залежить від періоду часу, за який він обчислюється, тому інформація про значення КВВП на якусь дату не має змісту, цей параметр розраховується лише за тривалий період, найчастіше за рік.

## Фактори, що впливають на КВВП
Незважаючи на очевидну простоту досягнення високого значення КВВП (достатньо працювати на повну потужність і без простоїв), цей параметр залежить від безлічі непростих і складно прогнозованих технічних й організаційних факторів.
Для більшості станцій відновлювальної енергетики (гідро-, вітро- та сонячної) додатковим обмеженням КВВП стає сезонна чи добова нерівномірність енергетичної спроможності енергоджерела — необхідних обсягів води, сили вітру чи сонячного освітлення.

## Фактичні значення КВВП
За даними US Energy Information Administration (EIA), на 2009 середні значення КВВП по електроенергетиці США за видами джерела енергії становили:
- атомна енергетика: 90,3 %
- теплові електростанції на вугіллі: 63.8 %
- теплові електростанції на природному газі: 42,5 %
- гідроелектростанції: 39,8 %
- електростанції на інших відновлювальних джерелах: 33,9 %
- теплові електростанції на нафті: 7,8 %